# Doutor Spectrum
'Doctor Spectrum é o nome de cinco personagens de banda desenhada do universo Marvel.